# Marasmiellus lateralis
Marasmiellus lateralis är en svampart som tillhör divisionen basidiesvampar, och som beskrevs av Cornelis Bas och Machiel Evert ("Chiel") Noordeloos. Marasmiellus lateralis ingår i släktet Marasmiellus, och familjen Omphalotaceae. Arten har ej påträffats i Sverige.